# Karlovice (stacja kolejowa)
Karlovice – stacja kolejowa w Karlovicach, w kraju morawsko-śląskim, w Czechach. Znajduje się na wysokości 495 m n.p.m. i leży na linii kolejowej nr 313.